# 소콜로프난쟁이햄스터
소콜로프난쟁이햄스터(Cricetulus sokolovi)는 비단털쥐과에 속하는 설치류의 일종이다. 이전에는 비단털등줄쥐와 같은 종으로 분류했지만, 1988년에 별도의 종으로 기재되었다. 등 쪽에 아래로 이어지는 진한 줄무늬가 특징적이며, 그 외는 회색빛 몸이 독특하다. 중국과 몽골에서 발견되고, 사막 관목 지대 아래에 굴을 파고 생활한다.